# 2778 Tangshan
2778 Tangshan este un asteroid din centura principală, descoperit pe 14 decembrie 1979, de Observatorul Zijinshan.